# Wang Zhouyu
Wang Zhouyu (chinesisch 汪周雨; * 13. Mai 1994 in Yichang) ist eine chinesische Gewichtheberin.

## Erfolge
Wang Zhouyu wurde 2013 Juniorenasienmeisterin in der Klasse bis 75 kg und 2015 und 2019 Asienmeisterin. Sie gewann bei den Weltmeisterschaften 2018 Gold in der Klasse bis 76 kg und bei den Weltmeisterschaften 2019 Gold in der Klasse bis 87 kg. Bei den Olympischen Sommerspielen 2020 in Tokio wurde sie Olympiasiegerin in der Klasse bis 87 kg.